# CNMR
 Der er for få eller ingen kildehenvisninger i denne artikel, hvilket er et problem. Du kan hjælpe ved at angive troværdige kilder til de påstande, som fremføres i artiklen.

13C-NMR er et spektroskopisk metode for at identificere carbonatomer i molekyler.
Sammenlignet med 1H-NMR er der nogle fordele, men også en række ulemper.
Området af kemisk skift er i 13C-NMR betydeligt større end ved 1H-NMR og strækker sig fra 0-220 ppm, noget som er 15 gange større end for proton-NMR. Af denne grund bliver linjerne mere adskilt, og det bliver mere pålideligt at anvende kemisk skift-værdier til identifikation fra 13C-NMR sammenlignet med 1H-NMR spektroskopi. 
Det største problem i 13C-NMR spektroskopi er den lave naturlige forekomst af 13C-kernen (1,06%). Dette er den grundlæggende årsag til mange af de andre ulemper som f.eks. støjsignaler og behovet for større stofmængder. Noget af dette kan afhjælpes ved at dekoble protonerne fra 13C-kernen, men dette fører så til, at man mister de informationer, der ligger i spin spin-opsplitningerne.